# Hệ thống Cảnh báo sóng thần Ấn Độ Dương
Hệ thống Cảnh báo sóng thần Ấn Độ Dương viết tắt là ICTWS (tiếng Anh: Indian Ocean Tsunami Warning System) là một hệ thống cảnh báo sóng thần theo dõi và phát hành cảnh báo sóng thần cho khu vực Ấn Độ Dương.
Hệ thống được thiết lập sau trận động đất và sóng thần Ấn Độ Dương 2004, thảm họa đã giết chết gần 250.000 người .